# Systasis insularis
Systasis insularis is een vliesvleugelig insect uit de familie Pteromalidae. De wetenschappelijke naam is voor het eerst geldig gepubliceerd in 1915 door Dodd & Girault.